# 삼성초등학교 (제주)
삼성초등학교는 대한민국 제주특별자치도 제주시에 있는 공립 초등학교이다.

## 학교 연혁
- 1981년 5월 6일 삼성국민학교 설립인가
- 1983년	4월 14일 삼성국민학교 개교(24학급)
- 1984년 3월 2일 도지정 자연과(학습길잡이 안내) 시범학교
- 1984년	3월 15일 병설유치원 개원
- 1992년 8월 31일 급식소 준공(9. 14. 급식 시작)
- 1995년 12월 19일 화단암석 야외 학습장 도서실 시설정비
- 1996년 3월 1일 삼성초등학교로 개칭
- 1997년	10월 25일 삼성 실내 수영장 개장
- 1997년 11월 28일 교육부 학교 교육 개혁과제 인성교육 중심학교 운영보고
- 2002년 1월 3일 교실 일부 및 복도 증축
- 2002년 3월 1일 제주교육대학 교육실습 대용학교 지정(3년)
- 2003년 3월 17일 삼성도서관 준공
- 2004년 3월 1일 삼성초등학교 영재학급 개설 운영(1학급, 수학․ 과학)
- 2005년 3월 1일 삼성초등학교 영재학급 운영(2학급, 수학․ 과학))
- 2005년	4월 13일 체육관 개관
- 2006년	3월 1일 30학급 편성, Dream 영재학급 1학급 편성
- 2006년 3월 1일 교육인적자원부 지정 방과후학교 시범학교 재지정(1년)
- 2008년	11월 15일 인조잔디 운동장 개장
- 2009년 3월 1일 교육과학기술부 요청 초등영어 수업시수 확대 정책연구학교 운영(2년)
- 2011년 3월 1일 일반학급 36학급 편성
- 2011년 3월 1일 비만예방 중점 적용학교 운영(2년)
- 2011년 5월 1일  제주특별자치도교육청 지정 「사교육절감형창의경영학교」 자율학교 운영(2년)
- 2013년	3월 1일 수학과학영재학급 2학급(5,6학년 각각 1학급) 개설
- 2014년 3월 1일 교육부요청 제주특별자치도교육청 지정 인성교육 연구학교(1년)
- 2016년	3월 1일 제14대 강현심 교장 부임
- 2016년 3월 1일 특수학급 개설(1학급)
- 2016년 3월 1일 36학급 편성 인가(특수학급 1학급 포함)
- 2017년	2월 10일 제34회 졸업(졸업생 총 6,754명)
- 2017년	3월 1일 삼성수영장 및 9개 교실 증축
- 2017년	3월 1일 일반학급(33학급), 특수학급(1학급), 총 34학급 편성
- 2017년	3월 2일 2017학년도 입학식 (남 71명, 여 55명, 합계 126명)
- 2017년 4월 1일 Wee Class 개설
- 2017년 9월 1일다목적구장 및 천연 잔디 운동장 조성
- 2019년 1월 25일 제36회 졸업(졸업생 총 7,066명)
- 2019년 3월 1일 제15대 강정림 교장 취임
- 2019년 3월 1일 32학급 편성 인가(특수학급 2학급 포함)
- 2019년 3월 1일 지역공동 영재학급 인가․ 개설(2학급, 수학․ 과학)
- 2019년 3월 1일 과학기술정보통신부 요청, 제주도교육청 지정 SW교육 선도학교 운영(2019)
- 2019년 3월 4일 2019학년도 입학 (남 80명, 여 63명, 합계 143명)

## 참고 자료
- 삼성초등학교 - 한국교육학술정보원 학교알리미